# ブラインド・ブレイク
アーサー・"ブラインド"・ブレイク（Arthur "Blind" Blake, 1896年 - 1934年12月1日）は、主に1920年代のアメリカで活躍したブルース及びラグタイムギタリスト。"The King of Ragtime Guitar"と称される。
1926年-1932年までにおよそ80トラックをパラマウントレコードにおいて残している。
同時代の他にギタリストと比べ、もっとも洗練された完成度の高い技法を用い、センスのよいギターを弾いている。
その技法はまるでラグタイムピアノのようでもある。
最初の録音は1926年7月、シカゴにてヴォードヴィル・シンガーのLeona B. Wilsonのバックで弾いている。
翌月の8月には自分名義での初録音を行った"Early Morning Blues"："West Coast Blues"（Pm12387）がある。
最後の録音は1932年6月、ウィスコンシン州グラフトンでの録音で"Champagne Charlie Is My Name" (L-1475)："Depression's Gone From Me Blues"(L-1476)の2曲が知られている。また現在では音源の行方がわからない幻のレコードも2曲のカップリングで発売されていたことが明らかになっている（"Miss Emma Liza" （L-1272-1 ）：　"Dissatisfied Blues" (L-1267-1,2)、ただし2曲のSPは21世紀になって発見されている）。その後は大恐慌に伴う同年のパラマウントレコードの録音停止（1935年に倒産し、1948年に復興）に伴い、彼の足跡は途絶えた。
現存する写真が一枚しかないなど彼の生涯に関してはこれまで不明な部分が多く、本名はアーサー・フェルプスという記述もあった。パラマウントの1927年発行されたプロモーショナルブックには「太陽の光が燦々と降り注ぐFloridaはJacksonvilleにて生まれた」とある。またここではブレイクがブラインドの呼び名通り盲目であったことも記述されていた。
1933年4月、ブレイクは肺炎で入院したが、完全には回復しなかった。1934年に入りブレイクは少しずつ衰退していった。その末、12月1日に救急車を呼んだが、病院に着いた頃には死亡が確認された。死因は肺結核だった。
2011年になって死亡診断書が発見され、生年・出身地および家族構成、晩年に妻と共にミルウォーキーへ移住していたことなどが判明した。墓地も発見された。

## プレイスタイル
ピアノサウンドのギターと称されたとおり、複雑に低音弦を絡ませた和音奏法を行う。独特のシンコペイトされたリズム感でベースラインを構築し、厚みのあるサウンドを表現している。ブレイクは同時代のブルースギタリストからの影響をまったく受けずに独自性を伴った点で特筆に価する。
ピッキングは爪で弾く繊細なサウンドとは異なり、指の腹ではじくようなスタイルで力強い。スタンブリングベースとも言われる手法は未だブレイクの域に達するものはいない。ギターサウンドは太く、ガット弦が使用されていた可能性もある。スタンブリング代表曲は"west coast blues"など。